# Notarcha homomorpha
Notarcha homomorpha is een vlinder uit de familie van de grasmotten (Crambidae). De wetenschappelijke naam van de soort is voor het eerst gepubliceerd in 1894 door Edward Meyrick.
De soort komt voor in Indonesië (op het eilandje Pulo Laut ten zuidoosten van Borneo).